# Mike Hale
Mike Hale (Dallas, 14 dicembre 1972) è un pilota motociclistico statunitense.

## Carriera
Vince nel 1980 l'AMA National dirt track 50cc e quattro anni più tardi nelle classi 80 e 125. Nel 1989 vince il campionato nazionale su sterrato AMA Junior. L'anno successivo vince l'AMA Rookie of the Year. Quattro anni dopo ottenne successi nell'AMA Twin a bordo di una Honda.
Nel 1995 partecipa al campionato mondiale Superbike e rimane in quest'ultima categoria per i due successivi anni. Dopo l'intervallo nella classe 500 nel motomondiale 1999 dove gareggia con una Modenas KR3 del team Proton KR Modenas, nel 2000 e nel 2001 si dedica alle corse automobilistiche NASCAR. Nel 2002 ritorna alle AMA.

## Risultati in gara

### Campionato mondiale Superbike
| 1995 | Moto  |  |  |  |  |  |  |  |  |  |  |  |  |   |   |  |  |  |  |  |  |   |   |    |   |  |  | Punti | Pos. |
| ---- | ----- |  |  |  |  |  |  |  |  |  |  |  |  | - | - |  |  |  |  |  |  | - | - | -- | - |  |  | ----- | ---- |
| 1995 | Honda |  |  |  |  |  |  |  |  |  |  |  |  | 4 | 3 |  |  |  |  |  |  | 6 | 7 | 14 | 6 |  |  | 60    | 15º  |

| 1996 | Moto   |    |   |    |    |     |   |  |  |   |   |   |    |    |    |    |   |    |    |    |    |    |     |   |   |  |  | Punti | Pos. |
| ---- | ------ | -- | - | -- | -- | --- | - |  |  | - | - | - | -- | -- | -- | -- | - | -- | -- | -- | -- | -- | --- | - | - |  |  | ----- | ---- |
| 1996 | Ducati | 13 | 8 | 14 | 16 | Rit | 8 |  |  | 7 | 5 | 6 | 10 | 12 | 11 | 10 | 9 | 20 | 22 | 11 | 12 | 10 | Rit | 9 | 4 |  |  | 114   | 11º  |

| 1997 | Moto   |     |     |     |    |    |     |   |     |    |   |    |     |   |    |    |   |    |     |   |   |    |    |   |     |  |  | Punti | Pos. |
| ---- | ------ | --- | --- | --- | -- | -- | --- | - | --- | -- | - | -- | --- | - | -- | -- | - | -- | --- | - | - | -- | -- | - | --- |  |  | ----- | ---- |
| 1997 | Suzuki | Rit | Rit | Rit | 12 | 15 | Rit | 9 | Rit | 10 | 9 | 14 | Rit | 9 | 11 | 11 | 7 | 11 | Rit | 8 | 9 | 21 | 10 | 8 | Rit |  |  | 87    | 11º  |

| Legenda | 1º posto        | 2º posto            | 3º posto           | A punti      | Senza punti        | Grassetto – Pole position Corsivo – Giro più veloce |
| Legenda | Gara non valida | Non qual./Non part. | Ritirato/Non class | Squalificato | '-' Dato non disp. | Grassetto – Pole position Corsivo – Giro più veloce |

### Motomondiale
| 1999 | Classe | Moto        |    |    |    |    |  |  |  |  |  |    |    |    |     |     |     |    | Punti | Pos. |
| ---- | ------ | ----------- | -- | -- | -- | -- |  |  |  |  |  | -- | -- | -- | --- | --- | --- | -- | ----- | ---- |
| 1999 | 500    | Modenas KR3 | 18 | 19 | 16 | NP |  |  |  |  |  | 15 | 15 | 15 | Rit | Rit | Rit | 18 | 3     | 30º  |

| Legenda | 1º posto        | 2º posto            | 3º posto            | A punti      | Senza punti        | Grassetto – Pole position Corsivo – Giro più veloce |
| Legenda | Gara non valida | Non qual./Non part. | Ritirato/Non class. | Squalificato | '-' Dato non disp. | Grassetto – Pole position Corsivo – Giro più veloce |